# Rue des Filles-du-Calvaire
La rue des Filles-du-Calvaire est une voie parisienne, située à l'extrémité nord-est du 3e arrondissement

## Situation et accès
Elle est proche de la place de la République.
Ce site est desservi par la station de métro Filles du Calvaire.

## Origine du nom
Elle porte le nom du couvent des Filles-du-Calvaire qui y était situé en référence aux filles Sachot des Epesses.

## Historique
Elle est ouverte le 7 août 1698 et reçoit son nom actuel à cette occasion.

## Bâtiments remarquables et lieux de mémoire
- No 6 : Dans Les Misérables, de Victor Hugo, lieu où habitent M.Gillenormand, son petit-fils Marius puis son ménage avec Cosette.
- No 9 : ici vécut de 1847 à 1855 le sculpteur Jean-Baptiste Révillon (1819-1869) et son épouse Marie Pauline Ernestine Pasquier, qui s'installeront ensuite au no 13, rue de Malte[1]. C'est en ces lieux que, le 24 avril 1854, naquit leur fils, Ernest Auguste Révillon, qui deviendra sculpteur à Barbizon.
- No 17 : immeuble construit par Samson Nicolas Lenoir, dit Lenoir le Romain. Simon-Frédérich Moench dit Munich (1746-1837), peintre décorateur qui travailla au Louvre, aux châteaux de Fontainebleau, de Malmaison...y résida en laissant quelques éléments de décors peints. Louis Dimier (1865-1943), homme de lettres, critique d'art, écrivain, historien et militant monarchiste, propriétaire des lieux, y habita, laissant ensuite l'immeuble à son fils Henri Dimier, artiste peintre, qui le vendit par lots.
- Dans la nuit du 13 novembre 2015, un poste médical avancé s'est tenu dans un bar de la rue des Filles-du-Calvaire pour accueillir les blessés des attentats, particulièrement ceux du Bataclan.

## Pour approfondir